# Attentat de Nkambé
L'attentat de Nkambé a lieu le 11 février 2024 lors de la crise anglophone au Cameroun.

## Contexte
Les régions du Nord-Ouest et du Sud-Ouest du Cameroun, peuplées principalement par la minorité anglophone dans ce pays d'Afrique centrale majoritairement francophone, est le théâtre, depuis fin 2016, d'un conflit sanglant entre des mouvements armés indépendantistes et des forces de l'ordre massivement déployées par le président Paul Biya, qui dirige le Cameroun depuis plus de 41 ans.
Les rebelles comme l'armée sont régulièrement accusés par les ONG internationales de commettre des crimes contre les civils, principales victimes de ce conflit. Les attentats commis avec des engins artisanaux généralement de faible puissance ne sont pas rares.
Le 12 janvier 2024, l'ONG Human Rights Watch (HRW) estime qu'« au moins 6.000 civils ont été tués par les forces gouvernementales et les combattants séparatistes » en plus de sept ans de conflit.

## Déroulement
Le 11 février 2024, deux heures après le passage d'une parade d'écoliers à l'occasion de la Fête de la Jeunesse, un attentat se produit à Nkambé dans la région du Nord-Ouest. Selon la CRTV, un « engin explosif improvisé dissimulé dans un point de vente de denrées alimentaires a explosé non loin de la place des fêtes (...) deux heures après la parade ».

## Bilan humain
Le jour même de l'attaque, le gouverneur de la région du Nord-Ouest, Adolphe Lele Lafrique, déclare à l'antenne de la CRTV : « on dénombre près d'une quarantaine de blessés, dont quatre graves, et un décès ».
Le 28 février 2024, les autorités sanitaires de la région du Sud-Ouest donnent un bilan d'un mort et de 83 blessés.
Le même jour, le Bureau de la coordination des affaires humanitaires (BCAH) fait état d'un mort et de 120 blessés.

## Responsabilité
Les autorités locales attribuent l'attaque aux séparatistes.

## Enquête
Le 12 février 2024, le gouverneur de la région du Nord-Ouest annonce l'arrestation de trois suspects.

## Réactions

### Nationales
Le 12 février 2024, via le réseau social X (anciennement Twitter), le président Paul Biya « condamne un acte odieux commis par de lâches criminels à Nkambé ». Le chef de l'État présente ses condoléances à la seule victime décédée de l'attentat, âgée de 15 ans, et souhaite un prompt rétablissement aux blessés.
« Ces actes de terrorisme, survenus le jour même des festivités dédiées à la jeunesse camerounaise, et au lendemain du Message du Président de la République, Son Excellence Paul BIYA , à cette importante frange de la population, étaient clairement destiné à perturber l’atmosphère patriotique ambiante et à semer la peur dans le cœur des gens. Une telle méchanceté mérite d’être fermement condamnée », déclare le Premier ministre Joseph Dion Ngute, qui ajoute : « Le government de la République réaffirme sa détermination à mettre hors de combat tous ces criminels afin de restaurer la sécurité et la paix dans le pays, particulièrement dans les régions témoins de crises. Je voudrais exprimer la sympathie et les condoléances du Gouvernement aux familles touchées par cet acte lâche et barbare, qui a coûté la vie à un jeune compatriote et blessé une quarantaine de personnes, dont quatre dans un état critique. C’est déplorable ! Ensemble, nous vaincrons ces ennemis de la République ».
« C’est avec une grande tristesse que j’ai appris que des élèves qui prenaient part à la 58ème fête de la jeunesse à NKAMBE dans la région du Nord-ouest, ont été victimes d’un attentat qui aurait fait un mort et plusieurs blessés, dont des cas graves. Je souhaite un prompt rétablissement aux blessés et transmets ma solidarité ainsi que celle des militants et sympathisants du MRC aux familles éprouvées », déclare le président du Mouvement pour la renaissance du Cameroun (MRC), Maurice Kamto, qui ajoute : « Le Mouvement pour la Renaissance du Cameroun (MRC) condamne sans réserve aucune le recours à la violence, en particulier celle qui vise les enfants innocents et sans défense ».
Le 25 février 2024, le président du Front social démocrate (SDF), principal parti d'opposition, Joshua Osih, dénonce un « crime de guerre » et apporte son soutien aux victimes.
« Le Sénat, par ma voix, condamne sans réserves ces atrocités, exprime sa compassion aux familles affectées, ainsi que ses souhaits de prompt rétablissement aux blessés », déclare le sénateur René Ze Nguelé, le 5 mars 2024.

### Internationales
- Union européenne : le 12 février 2024, la représentation diplomatique déclare sur le réseau social X : « Une bombe artisanale a explosé hier à Nkambe (Nord-Ouest), faisant plusieurs blessés graves, notamment des élèves qui célébraient la Fête de la Jeunesse. L’UE condamne avec fermeté cette attaque inqualifiable contre des civils & des enfants et exprime sa solidarité aux familles »[12].

### Diplomatiques
- France : le 13 février 2024, la représentation diplomatique déclare sur le réseau social X : « L’Ambassade de France au Cameroun condamne avec la plus grande fermeté l’attaque perpétrée ce dimanche 11 février dans la commune de NKAMBE, au cours de laquelle plusieurs civils, dont des enfants ont été gravement blessées, cela durant les célébrations de la Fête de la Jeunesse. Toutes nos condoléances vont aux victimes, à leurs proches et au peuple camerounais »[13].
- États-Unis : le 12 février 2024, l'Ambassade des États-Unis au Cameroun condamne « dans les termes les plus fermes possibles ». Selon la diplomatie américaine, « rien ne justifie absolument une attaque contre des civils, ni contre des enfants en particulier ». Les États-Unis présentent leurs condoléances aux familles des victimes[14].